# Malungs distrikt
Malungs distrikt är ett distrikt i Malung-Sälens kommun och Dalarnas län. Distriktet ligger i och omkring Malung i västra Dalarna. 

## Tidigare administrativ tillhörighet
Distriktet inrättades 2016 och utgörs av Malungs socken i Malung-Sälens kommun.
Området motsvarar den omfattning Malungs församling hade vid årsskiftet 1999/2000. 

## Tätorter och småorter
I Malungs distrikt finns två tätorter och sex småorter.

### Tätorter
- Malung
- Malungsfors

### Småorter
- Eggen och Säljåker
- Gärdås och Jägra
- Vallerås
- Yttermalung
- Öje
- Östra Utsjö